# Alışanlı
Alışanlı är en ort i Azerbajdzjan.   Den ligger i distriktet Masallı Rayonu, i den sydöstra delen av landet, 180 kilometer sydväst om huvudstaden Baku. Antalet invånare är 875.
Terrängen runt Alışanlı är platt. Runt Alışanlı är det ganska tätbefolkat, med 230 invånare per kvadratkilometer.. Närmaste större samhälle är Masally, 5,7 kilometer sydväst om Alışanlı.
Trakten runt Alışanlı består till största delen av jordbruksmark.